# Rhynchosia chinensis
Rhynchosia chinensis är en ärtväxtart som beskrevs av Yu e Tsung Wei och Shu Kang Lee. Rhynchosia chinensis ingår i släktet Rhynchosia och familjen ärtväxter. Inga underarter finns listade i Catalogue of Life.